# Love over Gold
Albums de Dire Straits
Making Movies
(1980) ExtendedancEPlay
(1983)
Love over Gold est le quatrième album studio du groupe de rock anglais Dire Straits, sorti en 1982.

## Historique
Produit par Mark Knopfler, l'album est considéré comme un des meilleurs du groupe[Par qui ?], des points de vue technique et artistique. Knopfler privilégie les claviers au détriment de la ligne claire de guitare habituelle. Il contient le chef-d'œuvre[réf. nécessaire] Telegraph Road, longue composition s'étalant sur plus de quatorze minutes. Private Investigations, qui accédera à la postérité tant il sera repris dans tous les médias (la chanson sera longtemps le thème musical des publicités du Crédit agricole), et Industrial Disease (en) seront édités en 45 tours. L'album connaîtra le succès dans le monde entier.
En 2025, l'album s'est vendu à plus de huit millions à travers le monde, dont un million aux États-Unis, un million et demi au Royaume-Uni, huit cent mille en France ainsi qu’en Allemagne. Numéro un à travers plus de dix pays dont numéro un au Royaume-Uni (leur premier album numéro un au Royaume-Uni).[réf. nécessaire]

## Titres
Toutes les chansons sont écrites et composées par Mark Knopfler.
| No | Titre                  | Durée |
| -- | ---------------------- | ----- |
| 1. | Telegraph Road         | 14:15 |
| 2. | Private Investigations | 6:45  |
| 3. | Industrial Disease     | 5:49  |
| 4. | Love over Gold         | 6:16  |
| 5. | It Never Rains         | 7:54  |

## Musiciens
- Mark Knopfler : chant, guitare
- Hal Lindes : guitare
- Alan Clark : claviers
- John Illsley : basse
- Pick Withers : batterie.

## Musiciens additionnels
- Mike Mainieri : vibraphone sur Private Investigations, marimbas sur Private Investigations et Love over Gold
- Ed Walsh : programmation des synthétiseurs